# Sebaea procumbens
Sebaea procumbens är en gentianaväxtart som beskrevs av Arthur William Hill. Sebaea procumbens ingår i släktet Sebaea och familjen gentianaväxter. Inga underarter finns listade i Catalogue of Life.